# Wendeng
Wendeng (文登 ; pinyin : Wéndēng) est une ville de la province du Shandong en Chine. C'est une ville-district placée sous la juridiction de la ville-préfecture de Weihai.

## Démographie
La population du district était de 665 400 habitants en 1999.

## Transport
Wendeng comporte sur le village de Dashuibo, l'Aéroport international de Wēihǎi Dàshuǐbó comprenant des vols intérieurs et internationaux en relation avec la Corée du Sud.